# المساواة

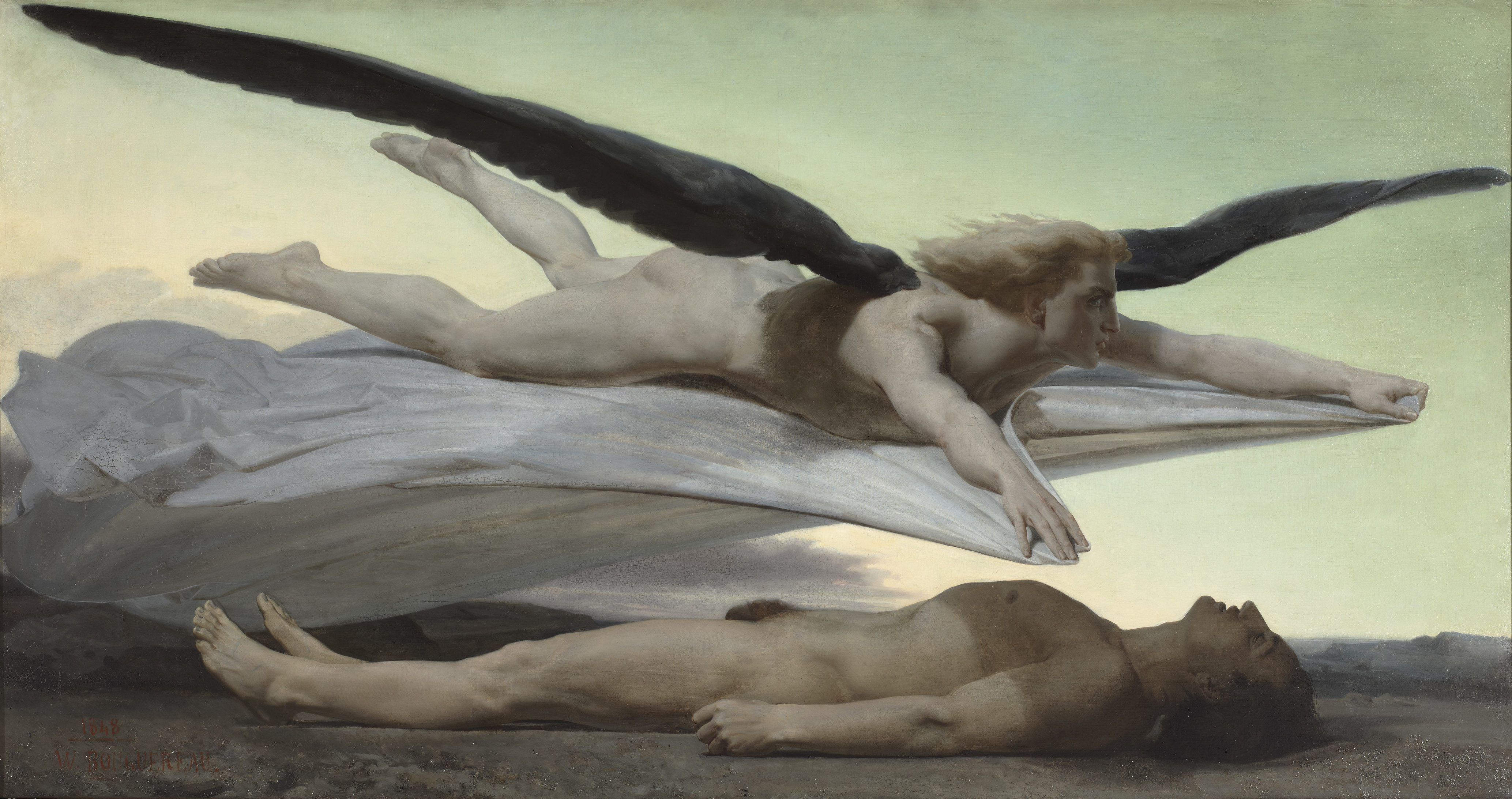
المساواة أمام الموت بريشة ويليام بوغيرو 1848. متحف أورسي في باريس.

المساواة هي التمتع بجميع الحقوق السياسية والاقتصادية والاجتماعية دون التمييز بسبب الدين أو اللون أو اللغة أو الجنس أو الرأي السياسي أو المستوى الاجتماعي.

## المساواة القانونية

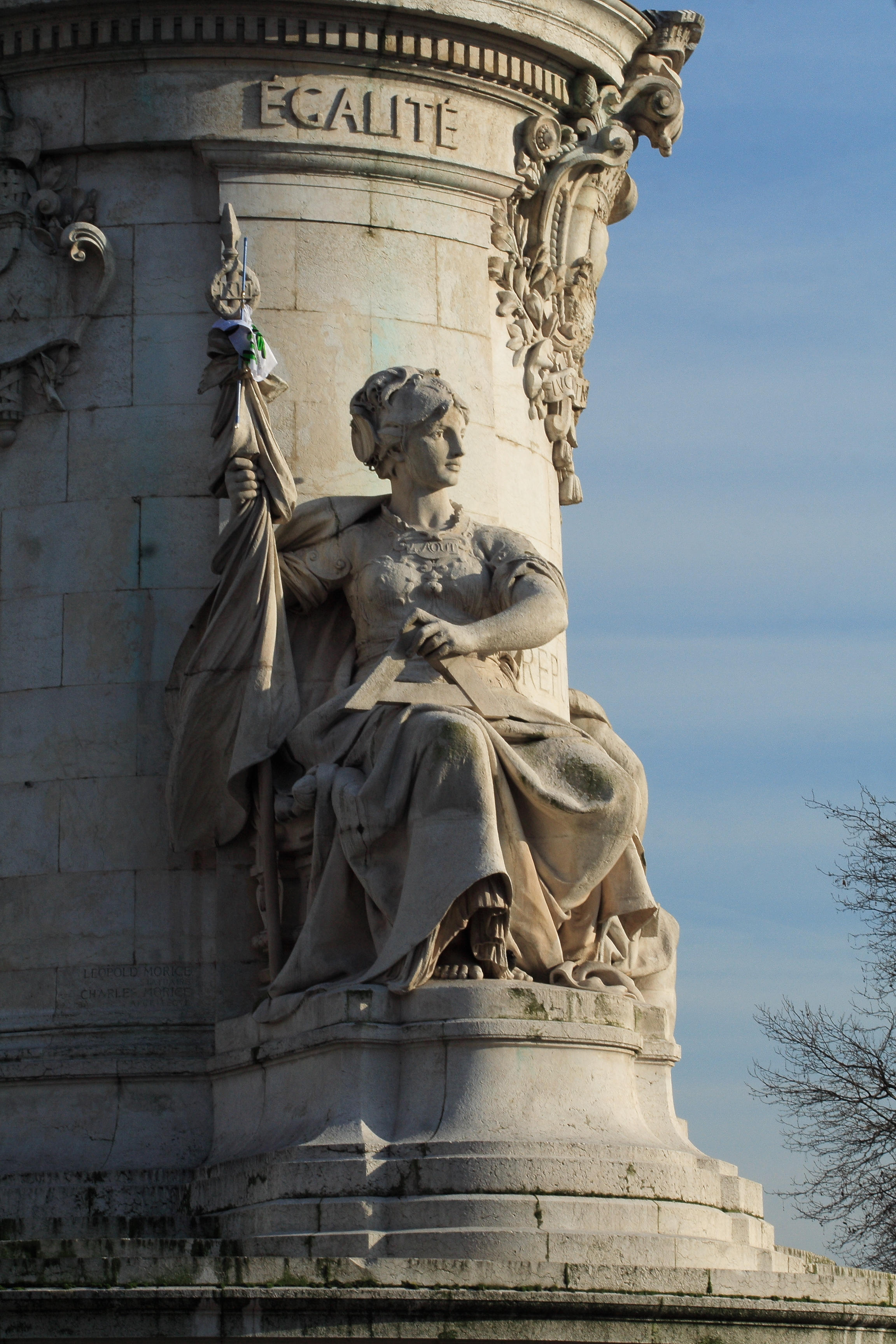
تمثال المساواة، باريس. أمثولة للمساواة

المساواة أمام القانون المعروف أيضًا باسم المساواة القانونية، هو مبدأ يخضع بموجبه جميع الأفراد لقوانين العدالة ذاتها (محاكمات ملائمة) الجميع سواسية أمام القانون.
وتنص المادة السابعة من الإعلان العالمي لحقوق الإنسان على أن «كل الناس سواسية أمام القانون ولهم الحق في التمتع بحماية متكافئة عنه دون أية تفرقة، كما أن لهم جميعًا الحق في حماية متساوية ضد أي تميز يخل بهذا الإعلان وضد أي تحريض على تمييز كهذا.»
ووفقًا للأمم المتحدة، يعتبر هذا المبدأ على وجه التحديد في غاية الأهمية للأقليات والفقراء.
وبالتالي، يجب أن يعامل القانون والقضاة كل فرد من خلال القوانين ذاتها بغض النظر عن النوع، أو العرق، أو الدين، أو الحالة الاجتماعية والاقتصادية إلخ، دونتمييز.
وتعد المساواة أمام القانون إحدى المبادئ الأساسية لليبرالية الكلاسيكية.

## المساواة بين الجنسين

رمز حركة المساواة بين الجنسين

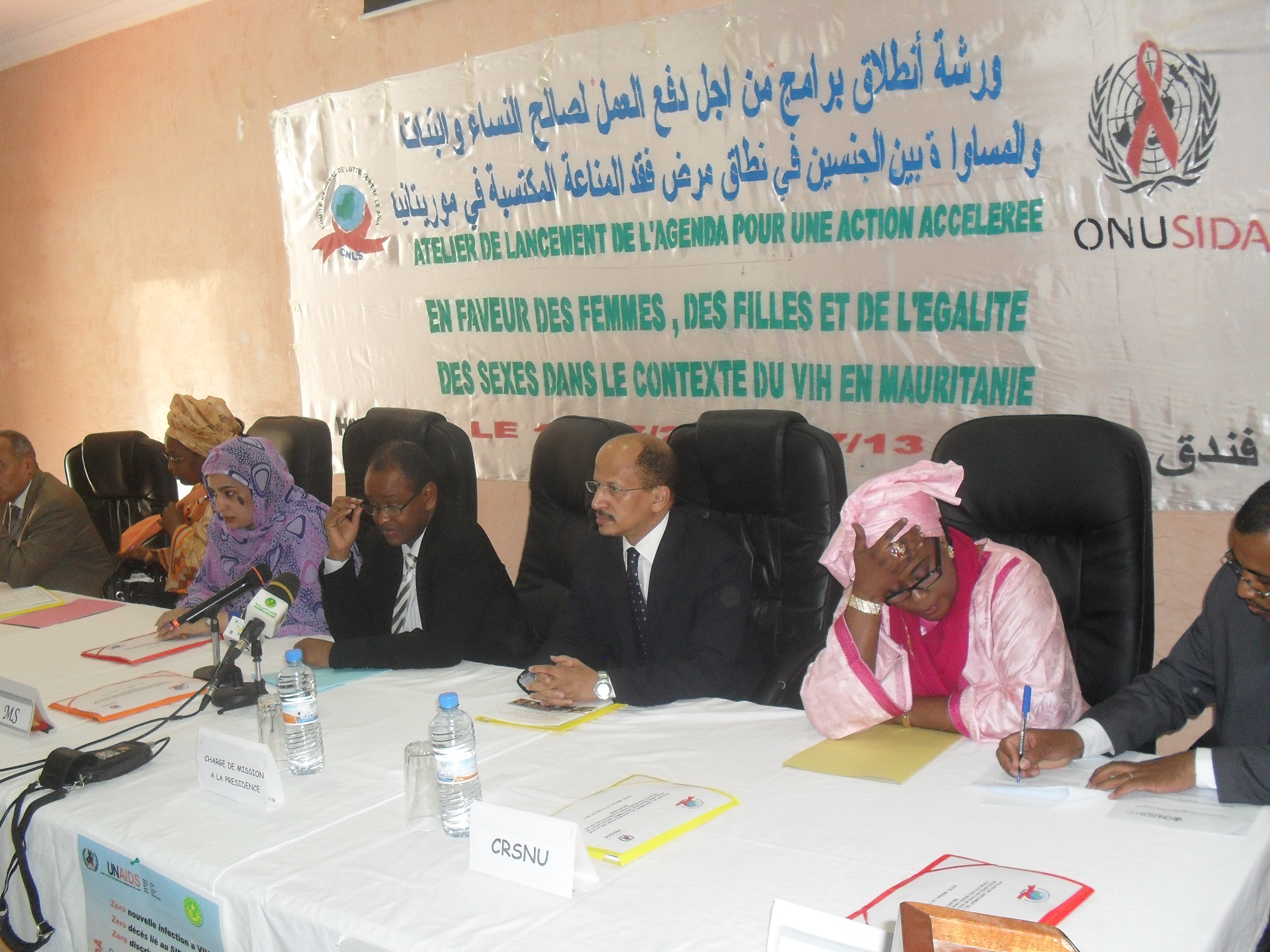
ندوة في موريتانيا تدعو للمساواة بين الجنسين ومحاربة السيدا

المساواة بين الجنسين أو المساواة بين الرجل والمرأة وهي تشير إلى أنه ينبغي أن يتم التعامل مع الرجال والنساء بصورة متساوية، 
ويُبنى هذا المفهوم على إعلان الأمم المتحدة بشأن حقوق الإنسان والهدف النهائي منه هو تحقيق المساواة في القانون والمساواة في المواقف الاجتماعية، وخاصة في الأنشطة الديمقراطية وتأمين أجور متساوية مقابل أعمال متساوية، إلى جانب، على سبيل المثال، تعديل المساواة في الحقوق في الولايات المتحدة.
والمساواة بين الجنسين هو هدف لخلق التكافؤ بين الجنسين وتمتعهم بكافة الحقوق والامتيازات في جميع مجالات الحياة، أحد أهداف الالفية للأمم المتحدة , من أجل المشاركة في التنمية وبناء المجتمع وإنهاء كافة اشكال التمييز ضد المرأة 

## المساواة القائمة على الأصول
المساواة القائمة على الأصول هي شكل من أشكال المساواة الذي ينص على أن المساواة ممكنة من خلال إعادة توزيع الموارد والتي عادة ما تتخذ شكل منحة مالية مقدمة في سن البلوغ. وتتضمن الأسماء المستخدمة في تطبيق هذه النظرية في السياسة رأس المال الأساسي العام وأصحاب المصلحة، وهي مترادفات عامة في إطار المساواة في تكافؤ الفرص.
هذه الفكرة موجودة منذ أن استخدمها توماس باين (29 يناير 1737 – 8 يونيه 1809) في كتابه بعنوان Agrarian Justice (العدالة الزراعية) 1795، واستكمل بحثه الآخر حول الدخل الأساسي.